# Ribka Sibhatu
Ribka Sibhatu (Asmara, 18 de septiembre de 1962) es una escritora eritrea. Escribe en tigrinya e italiano.
Nació en Asmara. Fue encarcelada en 1979 durante un año porque se negó a casarse con un oficial etíope y abandonó el país al año siguiente. Vivió en Etiopía, donde completó la escuela secundaria y estudió en el Instituto Técnico Galileo Galilei. Allí se casó con un francés en 1985 y se mudó a Francia al año siguiente, donde vivió primero en París y luego en Lyon. Tras separarse de su marido, se mudó a Italia en 1996 y se instaló en Roma. Realizó un doctorado en estudios de comunicación de La Sapienza. Trabajó para el Ayuntamiento de Roma de 2002 a 2005 como consultora en política intercultural. En 2006, se convirtió en miembro del comité científico para asuntos interculturales del Ministerio italiano de Educación, Universidades e Investigación.
En 2014, participó junto a las poetas Warsan Shire, Belinda Zhawi y Chinwe Azubuike en el tercer festival anual de literatura y libros de la Royal African Society en asociación con The British Library, Africa Writes.

## Obra
- 1993, publicó Aulò. Un canto-poesia dall'Eritrea, una colección de poemas escritos primero en Tigrinya y luego traducidos por Sibhatu al italiano.

- 1999, publicó Cittadino che non c'è. L'immigrazione nei media Italiani.[1]

- 2012, publicó L'esatto numero delle stelle e altre fiabe dell'altopiano eritreo.

- 2012, produjo el documental Aulò. Roma poscolonial.[2]

- 2015, co-publicó Africa: Contemporary Writing from the Continent, junto a Euphrase Kezilahabi, Rotimi Babatunde, Kehinde Bademosi, Eric M. B. Becker, Bree, Efemia Chela, Mia Couto, Annmarie Drury, Martin Egblewogbe, Clifton Gachagua, Zanele Muholi, André Naffis-Sahely, Mohamed Nedali y Unoma Azuah.